# LGV Rhin-Rhône
| TGV Duplex bei Héricourt zwischen Belfort und Dijon |                       |                                                            |                                                            |
| Karte des Ostastes (gestrichelt die zweite Phase) |                       |                                                            |                                                            |
| Streckennummer (SNCF): | 014 000               |                                                            |                                                            |
| Streckenlänge: | 140 km                |                                                            |                                                            |
| Spurweite: | 1435 mm (Normalspur)  |                                                            |                                                            |
| Stromsystem: | 25 kV 50 Hz ~         |                                                            |                                                            |
| Streckengeschwindigkeit: | 320 km/h              |                                                            |                                                            |
| Zugbeeinflussung: | TVM 430, ETCS Level 2 |                                                            |                                                            |
| Zweigleisigkeit: | durchgehend           |                                                            |                                                            |
| |                       |                                                            |                                                            |
| \| \| \| Strecke von Dijon \| \| \| \| \| (2. Phase) \| \| \| \| \| Viaduc de Genlis (180 m) \| \| \| \| 0,0 \| Strecke nach Dole \| Strecke nach Dole \| \| \| 4,9 \| Abzw von Villers-les-Pots \| Abzw von Villers-les-Pots \| \| \| \| Bahnstrecke Gray–Saint-Jean-de-Losne \| \| \| \| \| Estacade d’Athée (192 m) \| \| \| \| \| Estacade de Poncey-lès-Athée (480 m) \| \| \| \| 8,3 \| Viaduc de la Saône (380 m) \| Viaduc de la Saône (380 m) \| \| \| \| Estacade d’Auxonne (288 m) \| \| \| \| \| Bahnstrecke Montagney–Miserey \| \| \| \| 51,9 \| Besançon Franche-Comté TGV \| Besançon Franche-Comté TGV \| \| \| 52,3 \| Strecke nach Besançon-Viotte–Vesoul \| Strecke nach Besançon-Viotte–Vesoul \| \| \| \| Instandhaltungsbasis von Geneuille \| \| \| \| 57,1 \| Strecke von Besançon \| Strecke von Besançon \| \| \| 57,3 \| Viaduc de l’Ognon (flussabwärts) (113 m) \| Viaduc de l’Ognon (flussabwärts) (113 m) \| \| \| 59,9 \| Viaduc de la Buthiers (100 m) \| Viaduc de la Buthiers (100 m) \| \| \| 76,9 \| Viaduc de la Quenoche (420 m) \| Viaduc de la Quenoche (420 m) \| \| \| 77,9 \| Viaduc de la Linotte (362 m) \| Viaduc de la Linotte (362 m) \| \| \| \| Bahnstrecke Besançon-Viotte–Vesoul \| \| \| \| \| Bahnstrecke Montbozon–Lure \| \| \| \| 88,8 \| Viaduc de l’Ognon (flussaufwärts) (178 m) \| Viaduc de l’Ognon (flussaufwärts) (178 m) \| \| \| \| Bahnstrecke Montbozon–Lure \| \| \| \| \| ehem. Baulogistikzentrum Villersexel \| \| \| \| 111,9 \| Viaduc de Corcelles (445 m) \| Viaduc de Corcelles (445 m) \| \| \| 115,1 \| Tunnel de Chavanne (1970 m) \| Tunnel de Chavanne (1970 m) \| \| \| 117,4 \| Viaduc du Pertuis (220 m) \| Viaduc du Pertuis (220 m) \| \| \| 118,7 \| Viaduc d’Aibre-Trémoins (250 m) \| Viaduc d’Aibre-Trémoins (250 m) \| \| \| 119,0 \| Überdeckung Bois de la Faye (170 m) \| Überdeckung Bois de la Faye (170 m) \| \| \| 122,3 \| Viaduc des Epenottes (450 m) \| Viaduc des Epenottes (450 m) \| \| \| 124,3 \| Viaduc de la Lizaine (717 m) \| Viaduc de la Lizaine (717 m) \| \| \| \| Bahnstrecke Dole–Besançon–Belfort \| \| \| \| 130,8 \| Viaduc de la Savoureuse (816 m) \| Viaduc de la Savoureuse (816 m) \| \| \| \| \| \| \| \| 133,9 \| Belfort-Montbéliard TGV Bahnstrecke Delémont–Belfort \| Belfort-Montbéliard TGV Bahnstrecke Delémont–Belfort \| \| \| \| \| \| \| \| 137,9 \| Abzw von Petit-Croix nach Mülhausen \| Abzw von Petit-Croix nach Mülhausen \| \| \| \| \| \| \| \| \| Viaduc de la Madeleine (110 m), Bahnstrecke Paris–Mulhouse \| \| \| \| \| \| \| \| \| \| Viaduc \| \| \| \| \| Viaduc de Larivière (900 m) \| \| \| \| \| Viaduc über die A 36 \| \| \| \| \| Viaduc \| \| \| \| \| Viaduc \| \| \| \| \| Viaduc \| \| \| \| \| Strecke von Kruth \| \| \| \| \| Strecke von Straßburg (Überwerfungsbauwerk) \| \| \| \| \| Viaduc \| \| \| \| \| (2. Phase) \| \| \| \| \| Strecke nach Mülhausen \| \| |                       |                                                            |                                                            |
| Strecke |                       | Strecke von Dijon                                          | Strecke von Dijon                                          |
| Strecke von links · Abzweig ehemals geradeaus und nach rechts |                       | (2. Phase)                                                 | (2. Phase)                                                 |
| Brücke (Strecke außer Betrieb) |                       | Viaduc de Genlis (180 m)                                   | Viaduc de Genlis (180 m)                                   |
| Abzweig geradeaus und nach rechts · Strecke (außer Betrieb) | 0,0                   | Strecke nach Dole                                          | Strecke nach Dole                                          |
| Strecke nach links · Abzweig ehemals geradeaus und von rechts | 4,9                   | Abzw von Villers-les-Pots                                  | Abzw von Villers-les-Pots                                  |
| Kreuzung geradeaus unten |                       | Bahnstrecke Gray–Saint-Jean-de-Losne                       | Bahnstrecke Gray–Saint-Jean-de-Losne                       |
| Brücke |                       | Estacade d’Athée (192 m)                                   | Estacade d’Athée (192 m)                                   |
| Brücke |                       | Estacade de Poncey-lès-Athée (480 m)                       | Estacade de Poncey-lès-Athée (480 m)                       |
| Brücke über Wasserlauf | 8,3                   | Viaduc de la Saône (380 m)                                 | Viaduc de la Saône (380 m)                                 |
| Brücke |                       | Estacade d’Auxonne (288 m)                                 | Estacade d’Auxonne (288 m)                                 |
| Kreuzung (Querstrecke außer Betrieb) |                       | Bahnstrecke Montagney–Miserey                              | Bahnstrecke Montagney–Miserey                              |
| Bahnhof | 51,9                  | Besançon Franche-Comté TGV                                 | Besançon Franche-Comté TGV                                 |
| Abzweig geradeaus und nach rechts | 52,3                  | Strecke nach Besançon-Viotte–Vesoul                        | Strecke nach Besançon-Viotte–Vesoul                        |
| Dienststation / Betriebs- oder Güterbahnhof |                       | Instandhaltungsbasis von Geneuille                         | Instandhaltungsbasis von Geneuille                         |
| Abzweig geradeaus und von rechts | 57,1                  | Strecke von Besançon                                       | Strecke von Besançon                                       |
| Brücke über Wasserlauf | 57,3                  | Viaduc de l’Ognon (flussabwärts) (113 m)                   | Viaduc de l’Ognon (flussabwärts) (113 m)                   |
| Brücke | 59,9                  | Viaduc de la Buthiers (100 m)                              | Viaduc de la Buthiers (100 m)                              |
| Brücke | 76,9                  | Viaduc de la Quenoche (420 m)                              | Viaduc de la Quenoche (420 m)                              |
| Brücke | 77,9                  | Viaduc de la Linotte (362 m)                               | Viaduc de la Linotte (362 m)                               |
| Kreuzung (Querstrecke außer Betrieb) |                       | Bahnstrecke Besançon-Viotte–Vesoul                         | Bahnstrecke Besançon-Viotte–Vesoul                         |
| Kreuzung (Querstrecke außer Betrieb) |                       | Bahnstrecke Montbozon–Lure                                 | Bahnstrecke Montbozon–Lure                                 |
| Brücke über Wasserlauf | 88,8                  | Viaduc de l’Ognon (flussaufwärts) (178 m)                  | Viaduc de l’Ognon (flussaufwärts) (178 m)                  |
| Kreuzung (Querstrecke außer Betrieb) |                       | Bahnstrecke Montbozon–Lure                                 | Bahnstrecke Montbozon–Lure                                 |
| Abzweig geradeaus, ehemals nach links und ehemals von links |                       | ehem. Baulogistikzentrum Villersexel                       | ehem. Baulogistikzentrum Villersexel                       |
| Brücke | 111,9                 | Viaduc de Corcelles (445 m)                                | Viaduc de Corcelles (445 m)                                |
| Tunnel | 115,1                 | Tunnel de Chavanne (1970 m)                                | Tunnel de Chavanne (1970 m)                                |
| Brücke | 117,4                 | Viaduc du Pertuis (220 m)                                  | Viaduc du Pertuis (220 m)                                  |
| Brücke | 118,7                 | Viaduc d’Aibre-Trémoins (250 m)                            | Viaduc d’Aibre-Trémoins (250 m)                            |
| Tunnel | 119,0                 | Überdeckung Bois de la Faye (170 m)                        | Überdeckung Bois de la Faye (170 m)                        |
| Brücke | 122,3                 | Viaduc des Epenottes (450 m)                               | Viaduc des Epenottes (450 m)                               |
| | 124,3                 | Viaduc de la Lizaine (717 m)                               | Viaduc de la Lizaine (717 m)                               |
| Kreuzung Ende Hochstrecke |                       | Bahnstrecke Dole–Besançon–Belfort                          | Bahnstrecke Dole–Besançon–Belfort                          |
| Brücke | 130,8                 | Viaduc de la Savoureuse (816 m)                            | Viaduc de la Savoureuse (816 m)                            |
| |                       |                                                            |                                                            |
| Turmbahnhof geradeaus unten | 133,9                 | Belfort-Montbéliard TGV Bahnstrecke Delémont–Belfort       | Belfort-Montbéliard TGV Bahnstrecke Delémont–Belfort       |
| |                       |                                                            |                                                            |
| Strecke von links · Abzweig ehemals geradeaus und nach rechts | 137,9                 | Abzw von Petit-Croix nach Mülhausen                        | Abzw von Petit-Croix nach Mülhausen                        |
| |                       |                                                            |                                                            |
| Abzweig quer und nach rechts · Kreuzung geradeaus oben (Strecke geradeaus außer Betrieb) |                       | Viaduc de la Madeleine (110 m), Bahnstrecke Paris–Mulhouse | Viaduc de la Madeleine (110 m), Bahnstrecke Paris–Mulhouse |
| |                       |                                                            |                                                            |
| Brücke (Strecke außer Betrieb) |                       | Viaduc                                                     | Viaduc                                                     |
| Brücke (Strecke außer Betrieb) |                       | Viaduc de Larivière (900 m)                                | Viaduc de Larivière (900 m)                                |
| Brücke (Strecke außer Betrieb) |                       | Viaduc über die A 36                                       | Viaduc über die A 36                                       |
| Brücke über Wasserlauf (Strecke außer Betrieb) |                       | Viaduc                                                     | Viaduc                                                     |
| Brücke über Wasserlauf (Strecke außer Betrieb) |                       | Viaduc                                                     | Viaduc                                                     |
| Brücke (Strecke außer Betrieb) |                       | Viaduc                                                     | Viaduc                                                     |
| Strecke (außer Betrieb) · Strecke von links |                       | Strecke von Kruth                                          | Strecke von Kruth                                          |
| Abzweig geradeaus und nach links (Strecke außer Betrieb) · Kreuzung geradeaus unten (Querstrecke außer Betrieb) |                       | Strecke von Straßburg (Überwerfungsbauwerk)                | Strecke von Straßburg (Überwerfungsbauwerk)                |
| Brücke (Strecke außer Betrieb) · Strecke |                       | Viaduc                                                     | Viaduc                                                     |
| Abzweig ehemals geradeaus und von links · Strecke nach rechts |                       | (2. Phase)                                                 | (2. Phase)                                                 |
| Strecke |                       | Strecke nach Mülhausen                                     | Strecke nach Mülhausen                                     |

Die LGV Rhin-Rhône ([ɛl.ʒe.ve ˈʁɛ̃ ˈʁoːn], kurz für Ligne à grande vitesse Rhin-Rhône, „Hochgeschwindigkeitsstrecke Rhein-Rhone“) ist eine teils in Betrieb befindliche, teils geplante Schnellfahrstrecke in Frankreich.
Das Vorhaben hat eine doppelte Funktion: Zum einen sollen die Fahrzeiten zwischen dem Süd-Elsass/der Nordwestschweiz und Paris reduziert werden, zum anderen soll sie schnellere Verbindungen aus dem Elsass in den Raum Lyon ermöglichen, wo die Strecke an die LGV Rhône-Alpes anschließen soll. Bauherrin ist Réseau ferré de France (RFF), die französische Schieneninfrastrukturbehörde. Der erste Abschnitt des Ostastes ging am 11. Dezember 2011 in Betrieb.

## Verlauf

Die drei Äste der LGV Rhin-Rhône

Übersichtskarte

Das Projekt besteht aus drei Streckenästen:
- dem Ostast, der die Großräume Mülhausen und Dijon verbindet,
- dem Westast, der den Großraum Dijon durchquert und bei Montbard einen Anschluss an den rund 18 Kilometer langen bereits existierenden Dijon-Ast der LGV Sud-Est herstellt und
- dem Südast, der langfristig den Anschluss an den Großraum Lyon sicherstellen soll.

Bislang ist lediglich der erste Teil des Ostasts im Betrieb, die westlichen und südlichen Abschnitte befinden sich noch in der Planungsphase. Die Bauarbeiten für die zweite Phase des Ostastes sollten ursprünglich 2014 beginnen, wurden aber hinausgeschoben und haben im März 2024 noch nicht begonnen.

## Geschichte
Erste Untersuchungen zum Bau einer Neubaustrecke begannen im Mai 1991, die Vorstudien fanden ab 1992 statt. Im November 1997 wurde beschlossen, die Strecke parallel mit der LGV Est zu realisieren. Als das französische Kabinett am 4. Februar 1998 die Finanzierung für den Bau der LGV Est freigab, beschloss sie entgegen den Erwartungen zunächst nicht den Bau der LGV Rhin-Rhône, für die zunächst Vorstudien fortgesetzt werden sollten.
Anfang Juli 1999 wurde die großräumige Linienführung der LGV beschlossen. Neben der ausgewählten Trasse über Auxonne (zwischen Dijon und Dole) nach Petit-Croix (bei Belfort) war eine Variante von Devecey (bei Besançon) nach Lutterbach (bei Mülhausen) diskutiert worden. Die Baukosten waren für beide Varianten auf 8,9 Milliarden Franc geschätzt worden, wobei die ausgewählte Trasse ein um etwa 30 Prozent größeres Verkehrsaufkommen erwarten ließ. Mit der Entscheidung über den Verlauf der Trasse wurde der Weg für eine detaillierte wirtschaftliche Untersuchung geebnet, die wiederum Voraussetzung für die Erklärung über die Gemeinnützigkeit des Projektes war.
Das Verfahren zur Feststellung des öffentlichen Nutzens, déclaration d’utilité publique (DUP), des Ostasts wurde am 25. Januar 2002 erfolgreich abgeschlossen. Ab 2004 begannen die Planungen der Strecke. Am 28. Februar 2006 einigten sich die Präsidenten der Regionen Elsass, Franche-Comté, Burgund und Rhône-Alpes über die Finanzierung dieser ersten Baustufe der Strecke. Der entsprechende Vertrag wurde am 28. Februar 2006 in Paris unterzeichnet. Zu diesem Zeitpunkt stand die Beteiligung der Départments Jura und Côte-d’Or noch aus. Auch der Finanzierungsbeitrag der Europäischen Union war noch nicht gesichert. Die Schweiz beteiligte sich mit 100 Millionen Franken an der Finanzierung. Zwischen Paris und Mülhausen wurde eine Fahrzeit von 156 Minuten erwartet, zwischen Lyon und Straßburg von 193 Minuten.
Am 11. Dezember 2011 ging der erste Abschnitt des Ostastes (Villers-les-Pots–Petit-Croix) in Betrieb. In den ersten beiden Betriebsjahren waren 16 Millionen Reisende auf der Strecke unterwegs. Sie verteilten sich nahezu gleichmäßig auf die Ost-West- und Nord-Süd-Relationen. Ein Fünftel der Reisenden war international.

## Ostast

### Bau
Der Ostast wurde in zwei Abschnitten realisiert. Am 3. Juli 2006 war der Spatenstich für den ersten Bauabschnitt. Er umfasst 140 Kilometer Neubaustrecke von Villers-les-Pots östlich von Dijon bis Petit-Croix südöstlich von Belfort. Die Inbetriebnahme erfolgte am 11. Dezember 2011 und blieb damit im Zeitplan. Von 2,312 Milliarden Euro Gesamtkosten sollten die durchfahrenen Regionen und Gemeinden 719 Millionen Euro tragen. Die Europäische Union sollte 200 Millionen Euro beisteuern, die Schweiz 66 Millionen Euro (100 Millionen Franken).
In Villers-les-Pots und Petit-Croix ist die Neubaustrecke mit der Altstrecke verbunden. In der Gemeinde Villersexel entstand ein Baulogistikzentrum für die Streckenausrüstung. Dieses wurde mit der Neubaustrecke, über die zukünftige Trasse einer Umfahrungsstraße, verbunden. Es wurde über die reaktivierte Bahnstrecke Lure–Loulans-les-Forges, die 1986 stillgelegt worden war, angeschlossen. Ende Juni 2009 wurde bei Les Magny im Département Haute-Saône das erste Gleis verlegt. Am 31. Januar 2011 wurde die Gleisverlegung im Rahmen eines Festaktes unter Anwesenheit des französischen Premierministers François Fillon abgeschlossen. Der französische Staatspräsident Nicolas Sarkozy weihte die Strecke am 8. September 2011 ein. Die Strecke wird mit dem Europäischen Management und Steuerungssystem ERTMS und dem französischen TVM 430 ausgestattet. Das Verbindungsgleis vom Baulogistikzentrum zur LGV wurde nach der Inbetriebnahme zurückgebaut, das Planum wird nun von einer Straße genutzt.
In einer zweiten Phase sollen noch ein 35 Kilometer langer östlicher Abschnitt von Petit-Croix bis Lutterbach (westlich von Mülhausen) sowie ein 15 Kilometer langer westlicher Abschnitt von Villers-les-Pots bis zum östlichen Stadtrand von Dijon realisiert werden. Das Vorhaben hat zurzeit jedoch keine Priorität.

### Streckenverlauf
Auf einer flachen Geländezunge zwischen den Niederungen der Ouche und der Saône bei Villers-les-Pots im Bois de Mondragon fädelt die LGV von der Bahnstrecke Dijon–Vallorbe ostwärts aus und kreuzt die Bahnstrecke Gray–Saint-Jean-de-Losne. Nördlich von Auxonne wird das Saônetal samt dem Fluss gequert und ein Geländerücken nördlich des Niederjura (Massif de Serre) zum Tal des Ognon hin überfahren. Dessen Südhänge werden unter querenden Wasserläufen bis nördlich von Besançon genutzt, von wo aus in das Hügelland zwischen Vogesen und Jura nördlich des Orgnon Richtung Nordosten trassiert wurde. Bei Thieffrans erfolgt die Kreuzung der Gewässersenke, entlang des Jura-Nordsaums wird schließlich in die Übergangszone zwischen Vogesen und Jura eingefahren: Das Gebiet der Burgundischen Pforte. Südlich von Héricourt überbrückt die LGV dabei das Flusstal der Lizaine, südlich von Belfort den Rhein-Rhône-Kanal im Tal der Savoureuse. Anschließend fädelt die Strecke bei Montreux-Château in einem Seitengraben nördlich der Bourbeuse in die Bahnstrecke Paris–Mulhouse ein.

### Ingenieurbauwerke

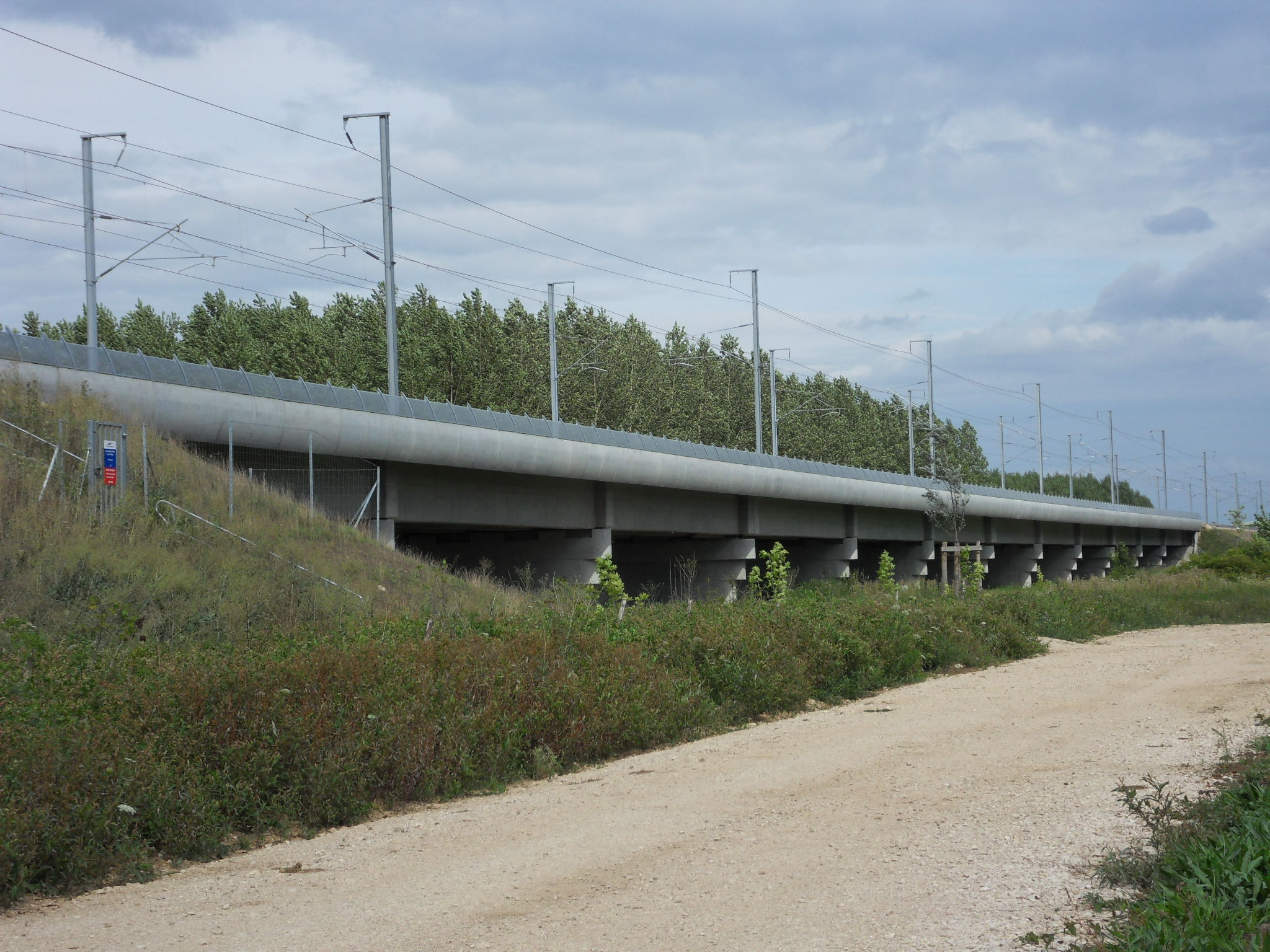
Der Viaduc de la Saône

Für die 140 Kilometer der ersten Phase mussten 175 Ingenieurbauwerke erstellt werden. Es gibt 160 kleinere Kunstbauten (Straßenbrücken, Grünbrücken) und 12 größere Bauwerke. Es wurden 80 Straßenbrücken, 51 Eisenbahnüberführungen, 87 Wildbrücken, 210 kleinere Durchlässe, 26.410 Meter Lärmschutzwände/-wälle, eine Instandhaltungs-Basis in Geneuille, zwei Unterwerke in Héricourt-Bussurel und in Besançon und zwei neue Bahnhöfe gebaut.
| Name des Bauwerkes                            | Ort                                    | Hindernis                           | Länge  |
| --------------------------------------------- | -------------------------------------- | ----------------------------------- | ------ |
| Viaduc de la Bourbeuse                        | Petit-Croix                            | Madeleine                           | 110 m  |
| Viaduc de la Savoureuse (das längste Viadukt) | Bermont                                | Savoureuse, Canal de la Haute-Saône | 792 m  |
| Viaduc de la Lizaine (das höchste Viadukt)    | Héricourt                              | Lizaine, Bahnstrecke Dole–Belfort   | 717 m  |
| Viaduc des Épenottes                          | Tavey                                  | bewaldetes Tal der Épenottes        | 450 m  |
| Überdeckung von Bois de la Faye               | zwischen Trémoins und Aibre            | Bois de la Faye                     | 170 m  |
| Viaduc d’Aibre-Trémoins                       | Aibre                                  | Tal zwischen Aibre und Trémoins     | 250 m  |
| Viaduc du Pertuis                             | Aibre                                  | bewaldetes Tal des Flusses Rupt     | 220 m  |
| Tunnel de Chavanne                            | zwischen Aibre und Villers-sur-Saulnot | Bois du Mont                        | 1970 m |
| Viaduc de Corcelles                           | Saulnot                                | ein Bach und ein See                | 445 m  |
| Viaduc de l’Ognon (flussaufwärts)             | Thieffrans                             | Ognon                               | 178 m  |
| Viaduc de la Linotte                          | Ormenans                               | La Linotte                          | 362 m  |
| Viaduc de La Quenoche                         | Loulans-Verchamp                       | Bach der Quenoche                   | 420 m  |
| Viaduc de la Buthiers                         | Buthiers                               | La Buthiers                         | 100 m  |
| Viaduc de l’Ognon (flussabwärts)              | Chevroz                                | L’Ognon                             | 113 m  |
| Viaduc de la Saône                            | Auxonne                                | Saône                               | 380 m  |
|                                               |                                        |                                     |        |

### Bahnhöfe
Am Ostast der LGV Rhin-Rhône befinden sich zwei Bahnhöfe:
- Belfort-Montbéliard TGV, in der Nähe von Meroux, südlich von Belfort und nordöstlich von Montbéliard. Über die Bahnstrecke Belfort–Delle ist eine Verbindung zum Bahnhof Belfort und zum Schweizer Schienennetz hergestellt.
- Besançon Franche-Comté TGV, in der Nähe von Les Auxons, nördlich von Besançon. An diesem kann in Züge zum Stadtbahnhof Besançon-Viotte umgestiegen werden.

### Technische Ausrüstung

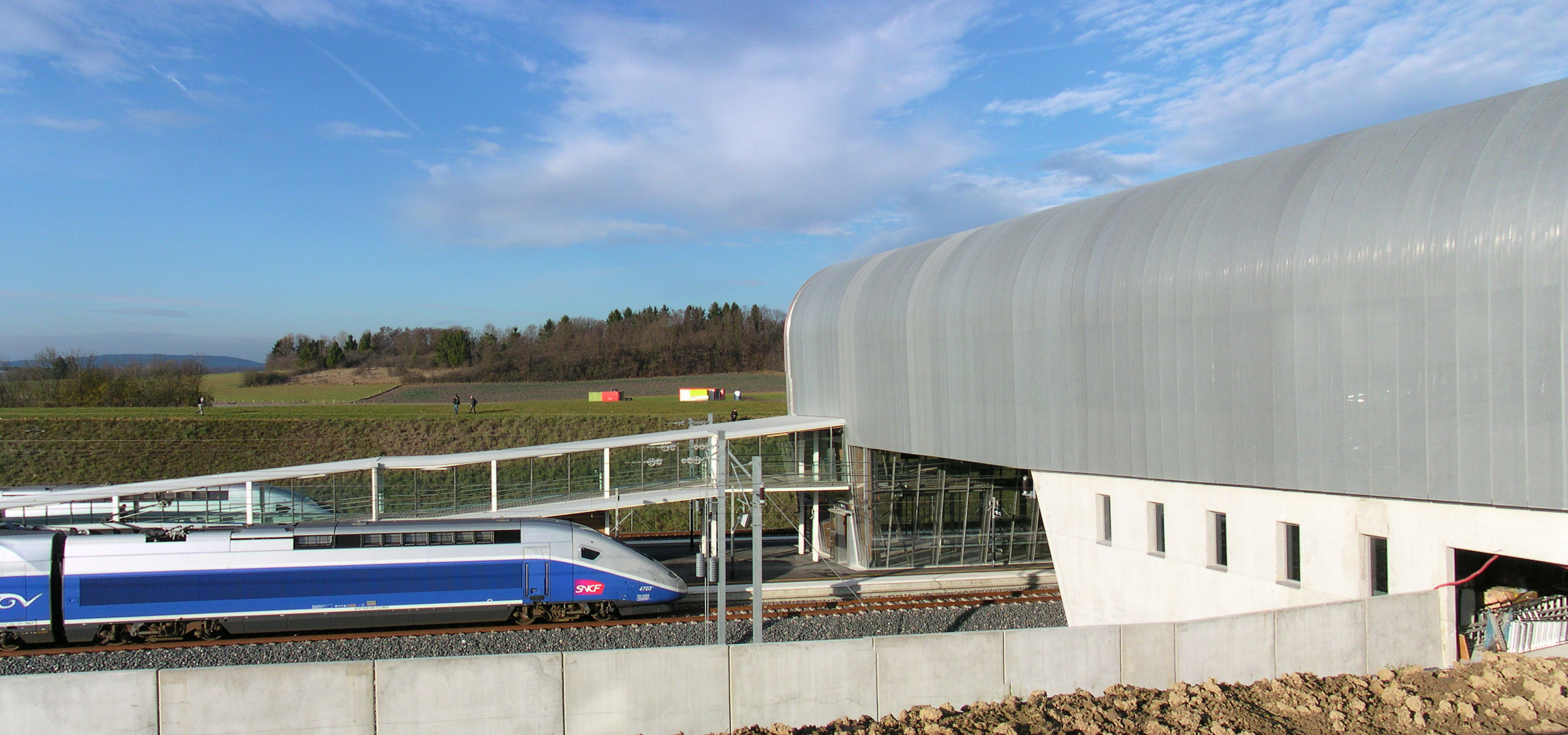
Der Bahnhof Belfort-Montbéliard TGV

Die 140 Kilometer des ersten Abschnittes wurden für eine Geschwindigkeit von 350 km/h gebaut, im Regelbetrieb liegt diese bei 320 km/h. Im Tunnel de Chavanne beträgt die Höchstgeschwindigkeit 270 km/h. Alle 20 Kilometer befindet sich ein Gleiswechsel. Die Strecke ist mit dem Zugsicherungssystem TVM 430 ausgestattet, es war ursprünglich auch geplant sie mit ETCS Level 2 auszustatten, doch dies verzögert sich.
Die Strecke wird vom Kontrollzentrum, dem Commande Centralisée du réseau Bourgogne-Franche-Comté (CCR), in Dijon ferngesteuert. Durch die Inbetriebnahme wurde der Abschnitt Besançon-Viotte–Auxon-Dessus der Bahnstrecke Besançon-Viotte–Vesoul reaktiviert und dafür elektrifiziert und komplett erneuert. Außerdem wurde eine zweigleisige Verbindungskurve südlich von Dijon gebaut, durch diese können einige TGV das Kopfmachen in Dijon auslassen, sie wird auch von Güterzügen genutzt.

### Betrieb

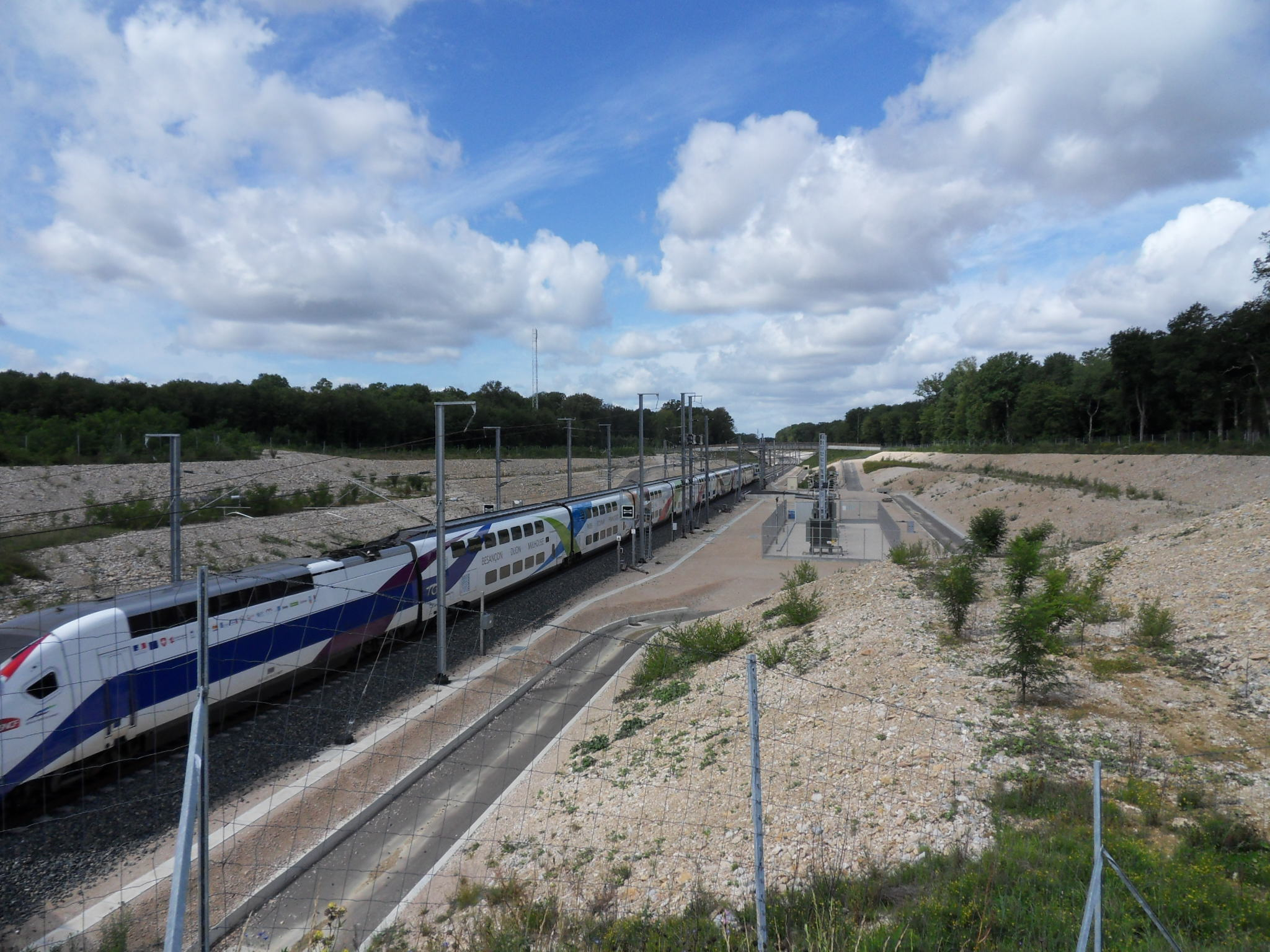
Testzug TGV 2N2 mit spezieller Lackierung auf der LGV Rhin-Rhône

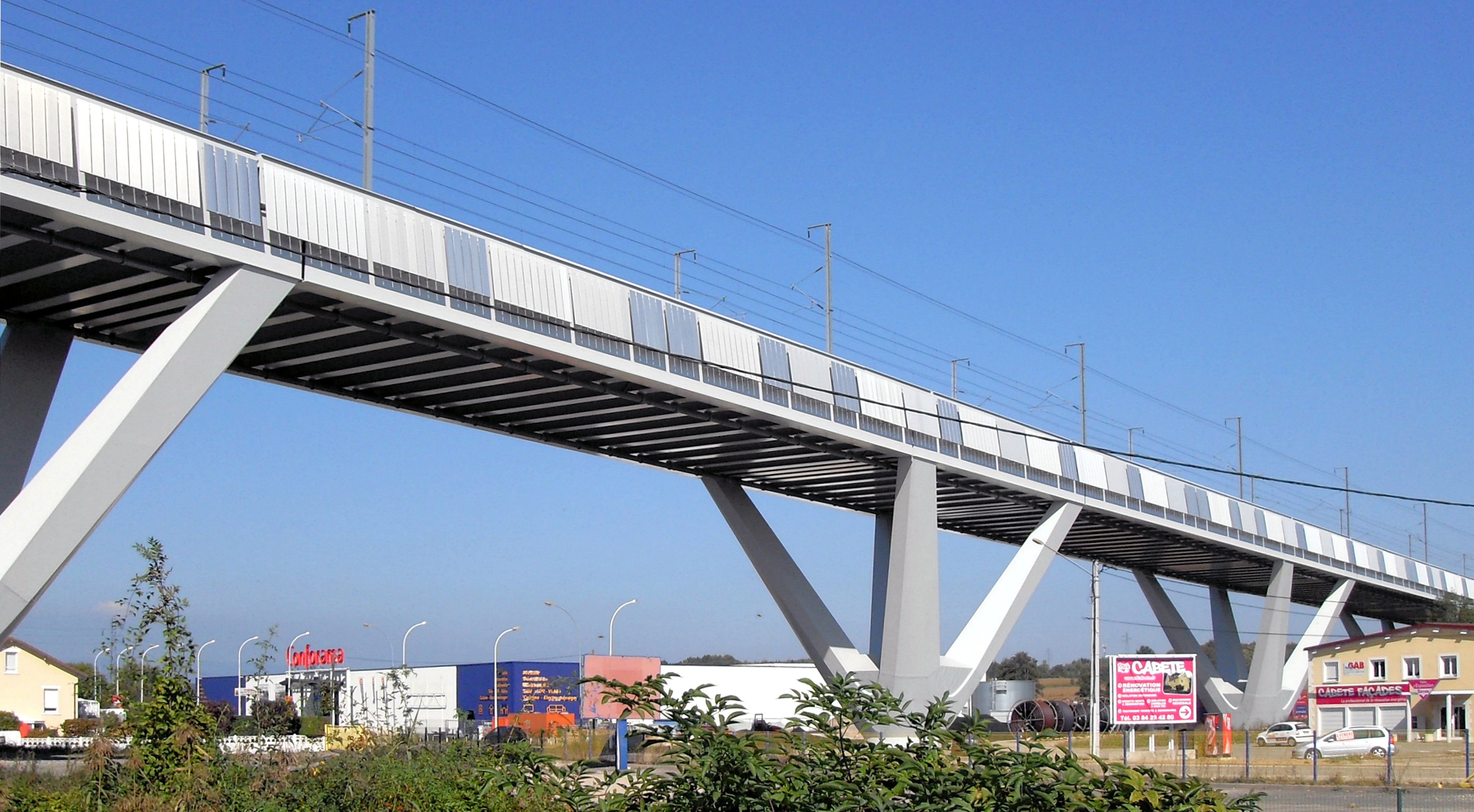
Brücke des LGV Rhin-Rhône südlich von Belfort über die Savoureuse, den Canal de la Haute-Saône und die Autoroute A36 in Trévenans

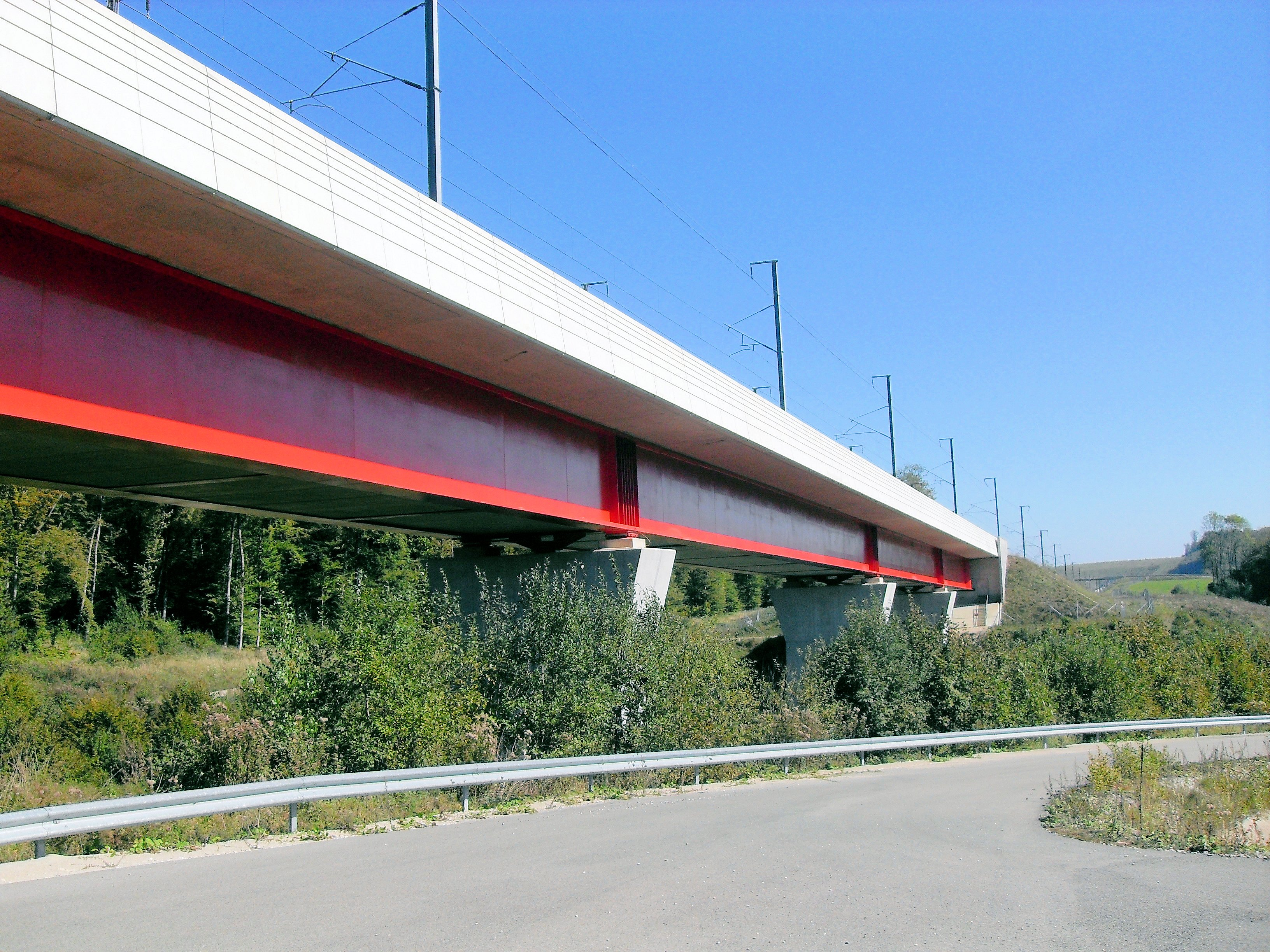
Brücke nordwestlich von Montbéliard über den Rupt im Gebiet der Gemeinde Aibre

Seit dem 20. Juni 2011 wurden Testfahrten auf dem Ostabschnitt durchgeführt. Dazu wurde ein TGV 2N2 mit einer speziellen Lackierung versehen. Dieser Zug hat sukzessive bis zu 352 km/h und damit die betriebliche Höchstgeschwindigkeit zusätzlich 10 % Sicherheitspuffer erreicht. Die Tests dauerten bis Ende August 2011. Seit dem 11. Dezember 2011 wird die Strecke fahrplanmäßig befahren. Die neue Strecke wird auch von Zügen aus Mülhausen und aus Basel/Zürich befahren, da die Fahrzeit im Vergleich zur LGV Est européenne um 30 Minuten kürzer ist.
Die SNCF setzt seit dem 23. März 2012 ein Zugpaar mit neuen TGV-Zügen des Typs 2N2 auf der Linie zwischen Frankfurt am Main und Marseille über Straßburg und Lyon ein. Die Deutsche Bahn hatte in der Vergangenheit mehrfach Pläne geäußert, bereits zum Fahrplanwechsel im Dezember 2011 zwei Zugpaare mit dem neuen ICE 3 auf der gleichen Strecke einzusetzen. Aufgrund Verzögerungen bei der Lieferung dieser ICE verschiebt sich dieser Zeitpunkt jedoch.
Seit dem 26. August 2013 ist täglich ein Zugpaar zwischen Paris und Freiburg im Breisgau über die Bahnstrecke Müllheim–Mühlhausen unterwegs. Des Weiteren ist ein Zugpaar aus Südfrankreich über Straßburg nach Stuttgart vorgesehen. Auch ab Basel und Zürich waren zeitweise TGV-Verbindungen nach Südfrankreich vorgesehen.

### Fahrzeiten
Seit der Inbetriebnahme des ersten Abschnitts des Ost-Asts sind folgende Fahrzeiten im Vergleich zu früher möglich:
| Strecke               | Heutige Fahrzeit | Frühere Fahrzeit |
| --------------------- | ---------------- | ---------------- |
| Mülhausen ↔ Paris     | 2:41 h           | 3:11 h           |
| Mülhausen ↔ Lyon      | 2:50 h           | 3:45 h           |
| Mülhausen ↔ Dijon     | 1:05 h           | 2:40 h           |
| Straßburg ↔ Lyon      | 3:40 h           | 4:35 h           |
| Belfort ↔ Paris       | 2:20 h           | 3:50 h           |
| Belfort ↔ Dijon       | 0:50 h           | 2:15 h           |
| Dijon ↔ Frankfurt     | 3:30 h           | 6:30 h           |
| Dijon ↔ Straßburg     | 1:55 h           | 3:35 h           |
| Besançon ↔ Marseille  | 3:35 h           | 4:15 h           |
| Besançon ↔ Zürich     | 1:55 h           | 3:25 h           |
| Paris ↔ Zürich        | 4:03 h           | 4:30 h           |
| Paris ↔ Basel         | 3:05 h           | 3:20 h           |
| Frankfurt ↔ Marseille | 7:46 h           | 8:16 h           |

### Finanzierung

Die Verteilung der Kosten des ersten Abschnittes

Die Kosten für den Bau der 140 Kilometer des Ostastes betragen 2,312 Milliarden Euro. Der Betrag verteilt sich auf mehrere Finanzierungspartner (Angaben in Millionen Euro):
- 751: Französische Republik
- 642: Réseau ferré de France
- 316: Region Franche-Comté
- 206: Elsass
- 200: Europäische Union
- 131: Region Burgund
- 066: Schweizerische Eidgenossenschaft

### Umwelt
Ungefähr 40 % des ersten Abschnittes befinden sich in bewaldetem Gebiet. Insgesamt wurden 37 große Wildbrücken, in Abstimmung mit den örtlichen Vertretern, gebaut. Entweder führt über diese Brücken ein Weg oder Gewässer, oder sie dienen nur Wildtieren. Außerdem wurden 51 Durchlässe für kleine Wildtiere gebaut. Um den Fortbestand der Amphibien zu gewährleisten, wurden 27 Tümpel erstellt.
Das „Carbon Accounting“ wurde seit Beginn der Planungen berücksichtigt, um den Ausstoß von Treibhausgasen während der Bauphase und des Betriebes so klein wie möglich zu halten.
Dem Lärmschutz wurde auch Rechnung getragen, unter anderem wurde versucht, die Strecke so weit weg wie möglich von Bebauungen zu bauen, um die Einflüsse auf die Anwohner so gering wie möglich zu halten. Auf den 140 Kilometern der ersten Phase mussten zehn Gebäude abgerissen oder versetzt werden.

## Westast

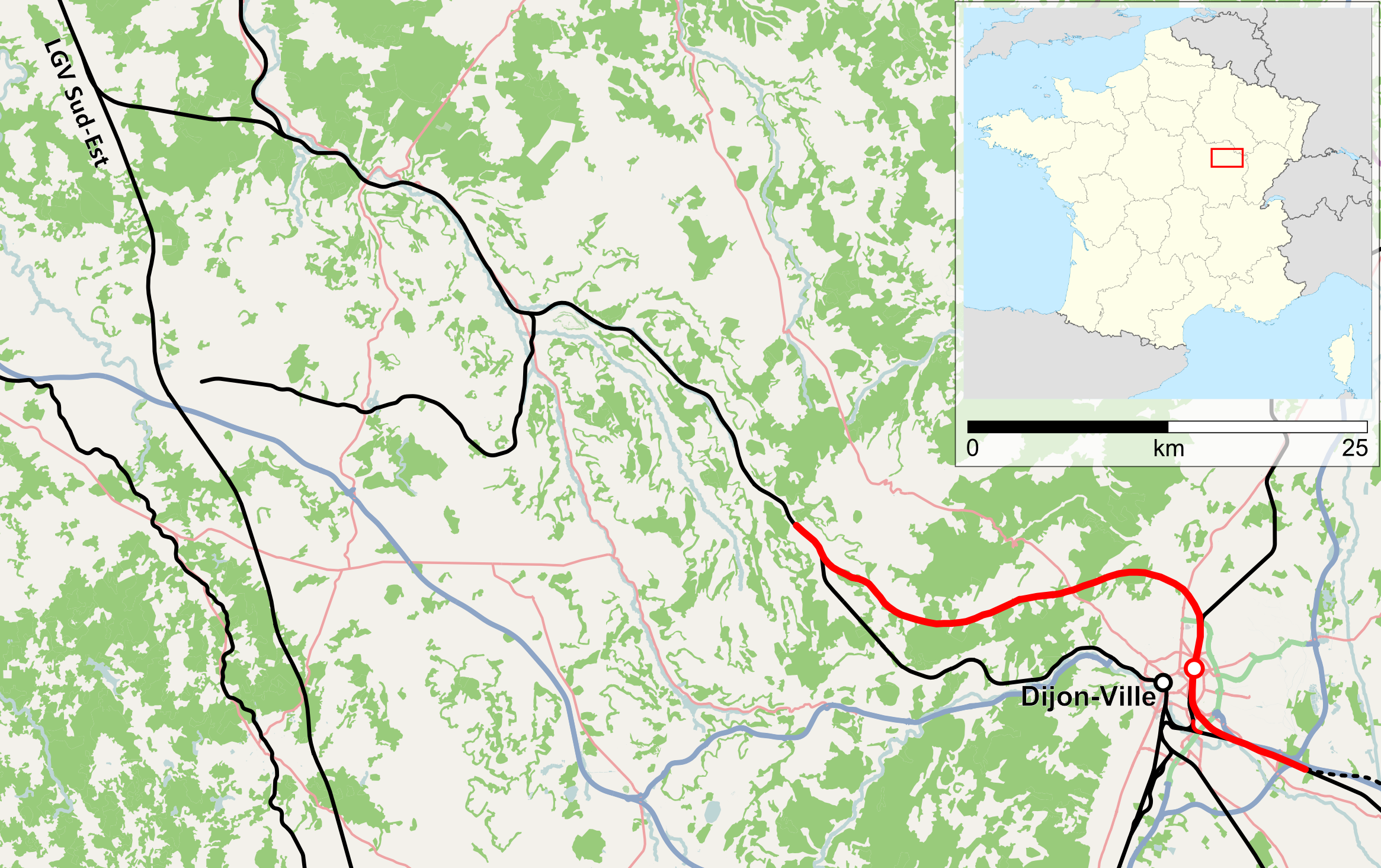
Geplanter Verlauf des Westastes, eine Verlängerung bis zur LGV Sud-Est ist angedacht

Der Westast besteht aus der Durchquerung von Dijon, wo ein neuer Bahnhof entstehen soll, dem Anschluss an die Bahnstrecke Paris–Marseille in der Nähe von Montbard und die Verbindung mit der LGV Sud-Est am Abzweig Pasilly-Aisy.
Dieser Ast soll die Verbindungen mit der Region Île-de-France beschleunigen. Der bislang geplante Abschnitt soll die Altstrecke in der Nähe von Turcey verlassen und Dijon nördlich umfahren, ein neuer Bahnhof soll in der Nähe des jetzigen Bahnhofs Dijon-Porte-Neuve entstehen.
Eine Strecke über Troyes ist auch im Gespräch, diese würde die Kapazitätsprobleme der LGV Sud-Est lösen. Diese Alternative zur LGV Centre France würde weniger kosten und gleichzeitig die Kapazität erhöhen. Der Bürgermeister von Troyes kündigte Ende 2007 an, diese Streckenführung zu fördern in Zusammenarbeit mit der Stadt Dijon.

## Südast
2009 wurde das Raumordnungsverfahren für den 150 Kilometer langen Südast eingeleitet. Sieben Trassenführungen wurden vom RFF zur Diskussion gestellt, favorisiert wird der Verlauf parallel zur Autobahn A 39. Die Kosten werden auf 3 Milliarden Euro veranschlagt.
Drei neue Bahnhöfe sollen an diesem Ast entstehen, in der Nähe von Dole, Lons-le-Saunier und Bourg-en-Bresse. Die Abgeordneten der Region Burgund sind gegen die gebündelte Trassenführung und bevorzugen den Ausbau der bisherigen Strecke Dijon–Mâcon für eine Geschwindigkeit von 220 km/h, dadurch würde sich die Fahrzeit um 6 Minuten verkürzen.